# Conan förgöraren
Denna artikel handlar om filmen från 1984 med titeln Conan - förgöraren. Se Conan för närmare information om Robert E. Howards fantasifigur.
Conan - förgöraren är en amerikansk film från 1984, löst baserad på Robert E. Howards fantasifigur Conan.

## Handling
Prinsessan Jehenna (Olivia d'Abo) har tillfångatagits av en trollkarl, och den elaka drottningen Taramis (Sarah Douglas) ber Conan (Arnold Schwarzenegger) att rädda henne (så att hon kan offra prinsessan till en gudom och överta tronen).

## Om filmen
Detta är Schwarzeneggers andra roll som Conan, första gången var i filmen Conan Barbaren 1982. Filmen är regisserad av actionregissören Richard Fleischer som året efter regisserade den snarlika filmen Barbarernas hämnd där Schwarzenegger ännu en gång spelade en muskulös fantasyhjälte.

## Rollista (urval)
| Arnold Schwarzenegger | – Conan                   |
| Grace Jones           | – Zula                    |
| Wilt Chamberlain      | – Bombaata                |
| Mako                  | – Akiro 'The Wizard'      |
| Tracey Walter         | – Malak                   |
| Sarah Douglas         | – drottning Taramis       |
| Olivia d'Abo          | – prinsessan Jehnna       |
| Pat Roach             | – människoapa / Toth-Amon |
| André the Giant       | – Dagoth                  |